# Historia de Michelena

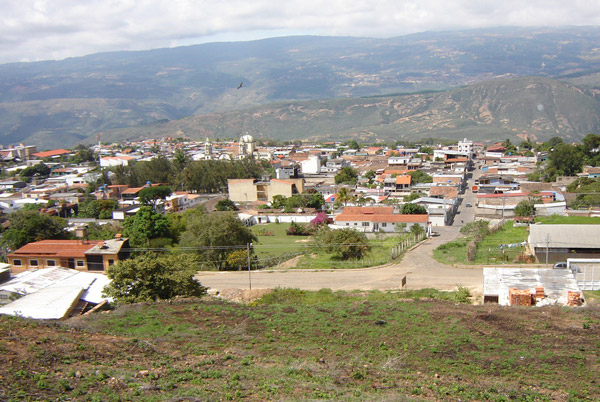
Vista de la ciudad de Michelena desde Los Guamos.

La historia de Michelena es muy extensa, incluyendo el descubrimiento de fósiles, que datan de hace aproximadamente 70 millones de años (Cretácico superior, Maastrichtiense), y los petroglifos encontrados en varias aldeas, como Machado y El Uvito y que se pueden encontrar en el Museo Antropológico del Táchira.
Cabe destacar que, en la entrada de la ciudad llegando por Lobatera, aún permanece una gran roca con dichos grabados precolombinos, llamada, comúnmente, la Piedra del Indio.

## Prehistoria
En la parte alta de la comunidad de los Guamos se descubrió un fósil, que tras practicársele pruebas de isótopos de Carbono 14, se constató que se trataba de un fósil que data de 70 millones de años y la piedra data de 250 millones de años.
Este acontecimiento atrajo a paleontólogos y estudiosos de varias partes de Venezuela. De San Cristóbal fue la Lic. Reina Duran quien es la encargada del Museo Antropológico del Táchira y al descubrir la antigüedad del fósil pensaron en trasladarlo al museo sin embargo, aún luego de más de 2 años, permanece la piedra a la intemperie.

## Michelena Precolombina
En 1985 se encuentran varios petroglifos en varias aldeas como Machado y el Uvito; lo que hizo que al pueblo de Michelena fuera la Lic. Reina Duran y al hacerles las pruebas pertinentes concluyeron que eran petroglifos del Neolítico, y muchos se encuentran en el Museo Antropológico del Táchira.
Por el territorio de Michelena han desfilado numerosas tribus aborígenes americanas de los cuales se pueden destacar los Chibchas, Caribes, Arahuacos, Betoy Timote, estos últimos incursionan por la ruta de la montaña hasta aposentarse en las actuales Aldeas Montegrande y Los Hornos, en la región sur-oriental del Municipio Michelena.

### Hallazgos

#### Petroglifos
- Las Peñas, ubicado en la Aldea El Uvito.
- El Peñón, Aldea Machado.
- Piedra Rota, Aldea Machado.
- Piedra de los Apóstoles, en la intersección de vías a San Juan de Colón, Seboruco y Michelena Aldea Vegones.
- La Piedra de las 100 serpientes, Aldea El Molino, (entre los Municipios Lobatera y Michelena.)

#### Aldeas y extensiones del municipio
- Aldea Platanales
- Aldea Machado
- Aldea Los Hornos
- Aldea El Uvito.

#### Caminos Empedrados
- Aldea Las Quebradas
- Aldea La Borrera
- Aldea Platanales
- Aldea Vegones
- Aldea El Uvito.

#### Piedras con Vértice Orientado al Sol
- Aldea Las Quebradas
- Aldea Machado
- Aldea Los Hornos
- Aldea El Uvito.

#### Hornos de Leña para Distintos Usos
- localizados en la Aldea del mismo nombre.

#### Lagunas Encantadas
- Boca de Monte
- Maporal
- Laguna Real

## SigloXIX

### Terremoto en el Cantón de Lobatera
La Madrugada del 26 de febrero de 1849 El Cantón Villa Lobatera sufrió un terremoto que causó estragos en la localidad.
La relación de las personas fallecidas quedó registrada en la siguiente forma: "Murieron en el terremoto treinta y dos entre adultos y párvulos / En la Iglesia Parroquial de Nuestra Señora de Chiquinquirá de esta Villa de Lobatera a veintiséis de febrero de mil ochocientos cuarenta y nueve, el infrascrito cura párroco hice los oficios de sepultura cristiana con entierro cantado llano a los cadáveres de los muertos en el terremoto: Gregoria Escalante viuda de Vicente Ojeda, Luis Mora marido de Rosario Valero y esta mujer del mismo Luis Mora, Juan Carrero soltero hijo natural de Estefanía Carrero, Ramón Arcángel hijo de Cornelio Márquez y Salomé Vivas, Cayo Reinaldo hijo legitimo de Juan Bautista Moreno y Carolina Casanova, Rosalía legítima de Félix Sánchez y Leonor Casanova, Concepción legítima de Manuel Pérez y Apolonia Duque, dos limosneros que habían venido de San Cristóbal y no sé sus nombres, Juan María legítimo de Toribio Olivares y Antonina Medina, Ramona Casanova la que vivía con Don Julián Casanova, Juan Bautista legítimo de Esteban Álvarez y Carmen N., Juana esclava de Gregoria".

### Fundación de Michelena
El 4 de marzo de 1849, el Pbro. José Amando Pérez se convirtió en el autor de una migración de casi cuarenta familias que decidieron partir en búsqueda de un nuevo lugar en donde vivir, decidieron quedarse en una meseta a 10 kilómetros de Lobatera. 
Allí se fundaría un pueblo que e un principio llevaba el nombre de Caserío de Sabana Grande.
Una vez allí instalados, el Pbro. José Amando Pérez junto con sus compañeros procedieron a construir 24 cuadras y a trazar a cordel las calles, iglesia, plaza y demás sitios para las futuras dependencias oficiales que llegarían a formar parte del perímetro de la población. 
Tiempo después se vio necesaria la creación de la Parroquia Civil a fin de evitar un regreso compulsivo a Lobatera. Para el 20 de diciembre de 1849 se reunieron las familias para conformar la primera Junta Vecinal.
La jerarquía de la nueva comunidad fue: Caserío de Sabana Grande, dependiente del Cantón Lobatera.

### Cantón de Michelena
El 26 de noviembre de 1850 que se le dio reconocimiento oficial a la nueva ciudad, con el nombre de Michelena en honor a Don Santos Michelena quien fue un agente gubernamental asesinado durante los sucesos del 24 de enero de 1848 en el Congreso Venezolano.
En 1860 Michelena es tomada en cuenta por las Dignas Autoridades Regionales para elevarla a la máxima categoría político-administrativa del Estado, que era Cantón.
el 10 de marzo de 1850 Michelena, junto con otros pueblos proclaman la Federación de La Grita, y para el 31 de mayo de ese mismo año El Cantón Lobatera es anexado al Cantón Michelena.
El 28 de marzo de 1864 El Cantón Michelena se convierte en distrito Michelena ya que poseía las condiciones requeridas según el artículo 28 de Constitución Federal que entró en vigencia ese mismo año. El 17 de enero de 1866 la Asamblea Constituyente aprueba la división político territorial del Táchira en cinco Departamentos siendo Michelena el tercero compuesto por los Distritos Lobatera y San Juan de Colón teniendo a Michelena como capital.
En 1872 Michelena se convierte en parroquia de San Juan de Colón
En 1875 se integra el servicio de telegrafía para evitar movimientos de guerrilla hacia el gobierno. El acontecimiento que enmarca este año es otro gran terremoto que remueve la parte norte del Estado Táchira y la República de Colombia, concretamente su foco ocurre en la ciudad de Cúcuta. La destrucción de Michelena fue inminente: los edificios públicos, algunas casas, el templo de Michelena, la capilla de Santa Rita, el cementerio, el leprocomio.
En 1877 se fundó la Banda Municipal de Michelena. 
En 1880 se forma el primer Cuerpo Policial, formado por la necesidad de protección de la guerrilla.
Durante 1884 MIchelena pasa a ser la capital del distrito Ayacucho.

## SigloXX
En 1905 queda consolidado el Municipio, tal y como lo conocemos hoy en día, el Decreto de la Legislatura permite la separación de San Pedro del Río de Michelena.
El 25 de abril de 1914 nace el General Marcos Pérez Jiménez.

### Carretera Trasandina y la Modernidad
En 1924 se construye la Carretera Trasandina la cual une a las ciudades de Caracas y San Cristóbal con una longitud de 1.529 km; esto permite el acercamiento de los espacios geográficos, puesto que antes de la construcción de dicha carretera, los viajes tardaban dos o tres días.
Esto trae consigo mejoras en las vías de comunicación y en las vías de acceso hacia Michelena; llegan los primeros carros de la época, que fueron traídos por el Pbro. José lucio Becerra y la Srta. Sara Vivas, lo cual representó la gran llegada de la modernidad.
También para este mismo período, llegó a través de la Carretera Trasandina la primera radio, lo que le creó a sus pobladores cierto miedo y a su vez curiosidad.
Otro suceso novedoso fue el paso del primer avión, lo que propició que la gente pensara que era el fin de mundo, por los ruidos extraños que producía, ya que nunca habían observado tales acontecimientos.

### Los Primeros Servicios y "El Trovador"
En 1934 Otro hecho trascendental que trajo como efecto el mejoramiento de la calidad de vida fue la construcción del primer acueducto, esto permitió el suministro de agua a las casas por medio de tuberías.
Así mismo para este tiempo no se contaba con el servicio de encloacado de las calles, debido a que no se habían concretado las cuadras, que para ese entonces eran de tierra.
el año 1937 revolucionan la vida social de los michelenses, tras la aprobación del contrato de luz firmado por la Cámara Municipal de Michelena que trajo como efecto que se acordara con la termoeléctrica de La Fría un contrato para dotar de servicio eléctrico a Michelena, así mismo fue gracias a la aparición del Petróleo en la ciudad de Rubio, específicamente en La alquitrana, representó un recurso importante para la población tachirense.
1940 es una fecha muy importante para la identidad de Michelena, es cuando entra en funcionamiento El Trovador, el primer autobús de pasajeros de la ciudad. El señor Porfirio en su momento hizo los primeros viajes de Michelena a Caracas por la Trasandina. Hoy el autobús aún sigue en funcionamiento, pero más como un hecho simbólico que otra cosa: los días domingo es usado para transportar a las personas desde la Plaza Bolívar hasta el Mercado.

### Educación y Comunicación
En los primeros meses de 1948 nace la emisora “Ecos de Michelena” la cual favorece el desarrollo cultural y social de la ciudad.
En esta misma dirección para 1945 se da la creación de la escuela de varones “Rivas Berti”, que funcionaba como escuela primaria y salían graduados a los seis años de estudio.
A partir del año 1949 se da la creación del mercado municipal, que generó la interacción económica y social entre las aldeas aledañas.
Para 1951 Michelena tiene graves problemas con la seguridad, interna por las libres incursiones de la guerrilla, es por ello que en este año se plantea la creación de la escuela de la Guardia Nacional, cuyo objetivo buscaba brindarle seguridad a sus habitantes, el proyecto nunca se consolidó.

### La Panamericana
En 1954 se creó la Carretera Panamericana, este evento permitió a Michelena darse a conocer no solo a nivel nacional, sino internacional puesto que la idea era construir una carretera que uniera desde Canadá hasta Argentina, esta carretera favoreció la comunicación entre Venezuela y Colombia, y a su vez permitió la comunicación de Michelena con San Cristóbal (Venezuela) y Caracas, y cuyo viaje lo acortó de dos o tres días a tan sólo 14 horas.
La Carretera Panamericana permitió un cambio en la vida de Michelena, no solo por el hecho de que todos los habitantes buscaron ubicar sus casas próximas a la carretera, sino que al ser paso obligado, se comenzó a explotar la actividad turística y económica. Se conformaron varias bodegas, pulperías, farmacias, entre otras. En cuanto a la identidad y arraigo, se hizo más fuerte, ya que los Michelenenses buscaban dar a conocer no solo el pueblo, sino sus costumbres y tradiciones, gastronomía como los pasteles, el Masato y las bebidas espirituosas.
En 1956 se crea el Liceo “Camilo Prada” con el decreto nacional N.º1 del ministro de Educación, el cual fue construido gracias a la colaboración de 20 estados quienes dieron su aporte económico para la construcción del mismo.

### Los años 1960
Muy interesante es la historia de la ciudad desde 1960 hasta 1968 cuando "Michelena fue borrada del mapa del estado Táchira", así como su nombre en los letreros de las distancias de los pueblos y ciudades; esto fue debido a las acciones de los gobiernos de Rómulo Betancourt y Raúl Leoni quienes en la década de 1950 fueron opositores al gobierno del General Marcos Pérez Jiménez.
Con lo cual todo lo que tuviese su nombre fue modificado o borrado; esto trajo importantes consecuencias económicas en la región. Un éxodo campesino de los habitantes de aldeas aledañas a Michelena, y también de los propios de Michelenenses hacia Caracas, esperando encontrar mejores condiciones y calidad de vida.
A pesar de la confrontación política que vivía el pueblo de Michelena con el Gobierno nacional, mantenía una relación agropecuaria y comercial con las demás aldeas, se puede decir que encontraba muy ligada con los Hornos, el Uvito, entre otras... y en cuanto a otras ciudades como Rubio, la relación se daba a través de la alquitrana, si se habla de la relación a nivel internacional, se dio con Colombia, a través del contrabando de productos agrícolas con la localidad de San Faustino de Ricaute, tales como el maíz, Arveja, caña de azúcar, café, entre otros.
- En 1970 se da la expansión del espacio geográfico de Michelena, con la creación de barriadas como Los Guamos, Santa Eduviges, Santa Rita, Guaramito, El Llanito, El Estadio y el barrio Andrés Bello.

- En 1978 se inaugura el Colegio “Doña Adela Jiménez de Pérez”, en honor a la madre de Marcos Pérez Jiménez, luego cambia su nombre por el de Colegio de religiosas de Fátima. Tiempo después cerró en Michelena y se mudó a la ciudad de Táriba.

## Historia Contemporánea
En 1984 se crea la Casa de la Cultura “Don Vicente Becerra Pérez”; así como la creación del museo de Marcos Pérez Jiménez, justo en la misma casa que le pertenecía a su familia; la cual fue donada para tal fin.
En 1985 se crea la empresa “Carrocerías Michelena” en la cual se hacían vehículos de transporte público; esta empresa le permite a un gran grupo de pobladores trabajo; sirviendo como fuente de empleo y de ingresos económicos a Michelena.
En 1986 se inaugura la capilla de renovación carismática católica “Betania”, en la cual se hacen retiros espirituales, actividades que buscaban el rescate de los valores y la identidad religiosa de personas propias y ajenas a Michelena.
En 1987 se da la creación de la escuela de suboficiales de carrera, de la Guardia Nacional “Coronel Aniceto Cubillán Jaime”.
- Datos: Q5899156